# Truppenführung
Truppenführung (em português: comando de tropas) foi um manual publicado pelo Exército Alemão durante a Alemanha Nazi. A primeira parte foi publicada em 1933 e a segunda em 1934.
O texto alemão original, notável pela sua clareza, foi preparado por um grupo liderado pelo Coronel-general Ludwig Beck (1880–1944), que acabou por ser executado pelo regime Nacional Socialista por ter participado no golpe falhado de 1944 contra Hitler. A publicação original consistia em duas partes, e foi distribuída a todos os oficiais alemães. Neste manual, estava a doutrina militar básica das forças terrestres alemãs, a qual seguiriam durante os anos 30 e durante toda a Segunda Guerra Mundial.
No pós-guerra, influenciou a doutrina norte-americana e foi estudado e aplicado pelas Forças Armadas dos Estados Unidos em vários conflitos durante o século XX e continua a influenciar no século XXI.
Uma versão modificada ainda é usada pelo actual Exército Alemão.